# Puchýřníkovité
Puchýřníkovité (Cystopteridaceae) je čeleď kapradin z řádu osladičotvaré (Polypodiales). Je to nově ustavená čeleď nevelkých kapradin rozšířených především v mírném pásu, zahrnující i rody vyskytující se v České republice, bukovník a puchýřník.

## Charakteristika
Zástupci čeledi puchýřníkovité jsou pozemní kapradiny s nevelkými měkkými bylinnými listy. Oddenky jsou nadzemní nebo častěji podzemní, krátce až dlouze plazivé, obvykle větvené, u rodu puchýřník (Cystopteris) někdy i téměř vzpřímené, pokryté šupinami a někdy i zlatavými chlupy. Kořeny jsou černavé, drátovité. Listy jsou zelené a nejsou nikdy pokryty slizem, v pupeni jsou spirálovitě stočené. Sterilní i fertilní listy se tvarově neliší. U některých druhů puchýřníku se na listech tvoří rozmnožovací pacibulky. V bázi řapíku jsou dva cévní svazky, spojující se ve vzdálenější části řapíku do tvaru písmene V. Čepel listů je nejčastěji 2x až 3x zpeřená, kopinatého tvaru nebo nejširší na bázi. Žilky jsou volné, končící na okraji listu.
Výtrusné kupky se tvoří podél žilek a mají okrouhlý nebo protáhlý tvar. Ostěra u bukovníku (Gymnocarpium) chybí, u ostatních rodů má unikátní kápovitý tvar a obklopuje výtrusnice usazené na pevném vystouplém lůžku. Spory jsou béžové nebo hnědé, monoletní.

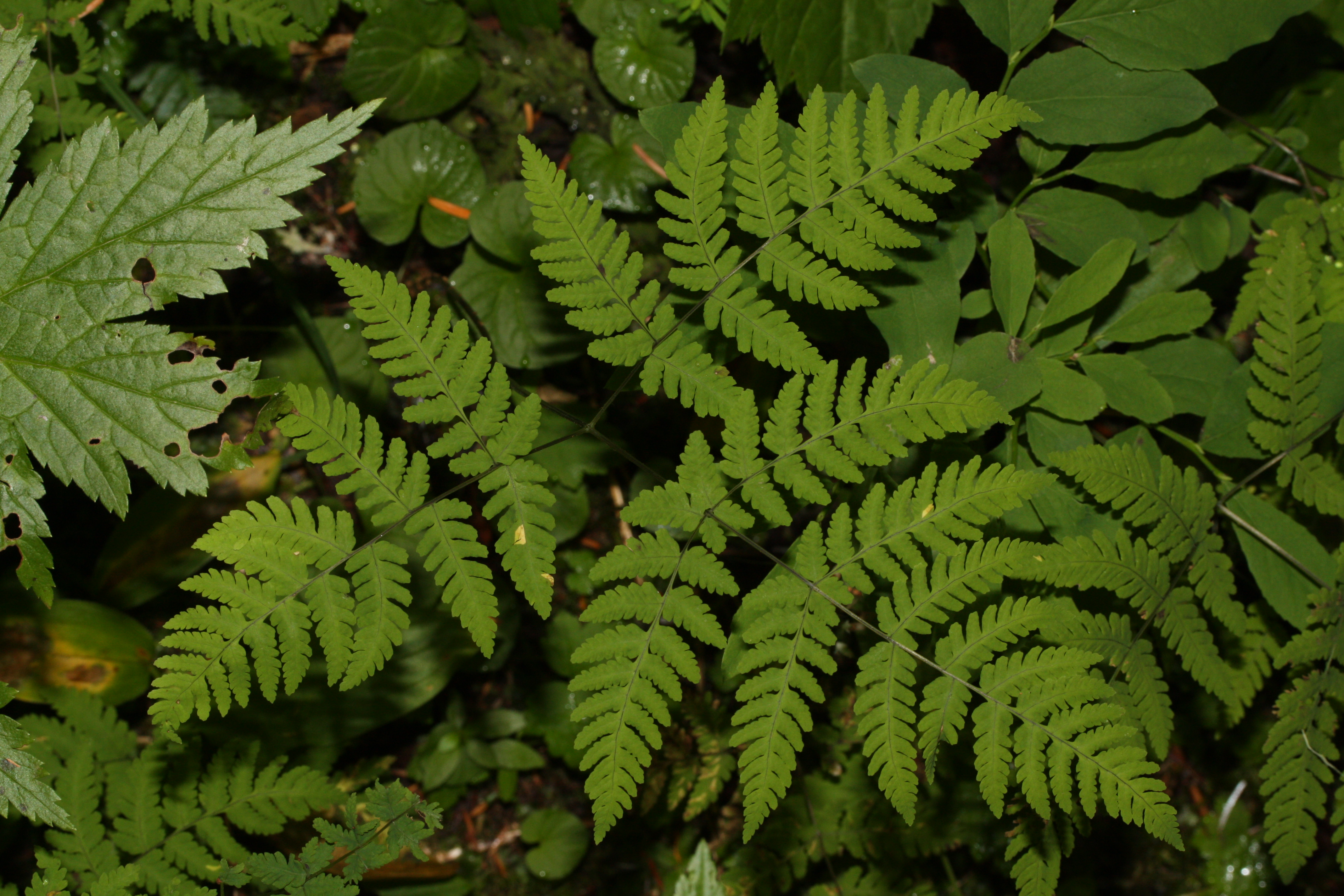
Bukovník kapraďovitý (Gymnocarpium dryopteris)
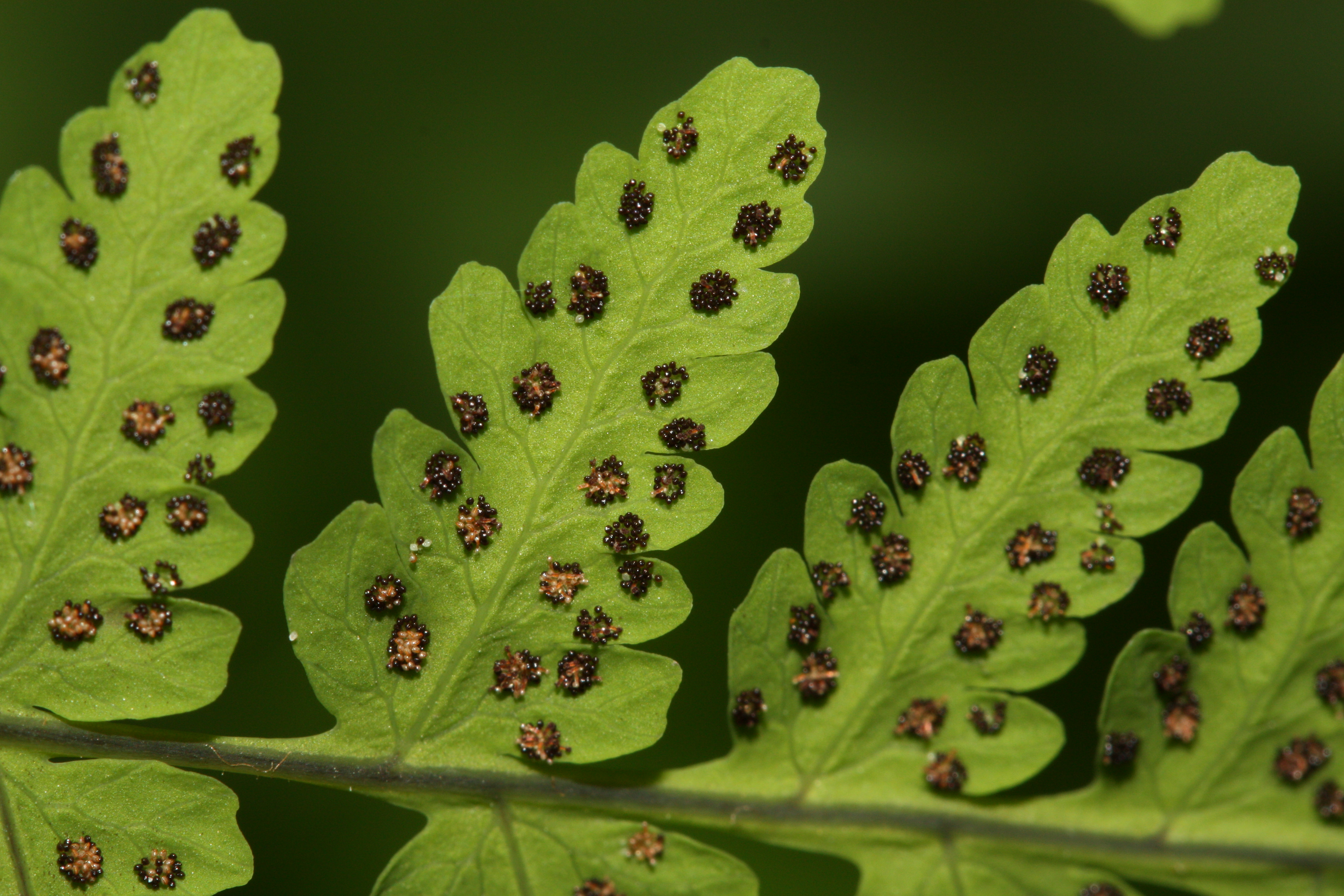
Výtrusnicové kupky bukovníku kapraďovitého (Gymnocarpium dryopteris)
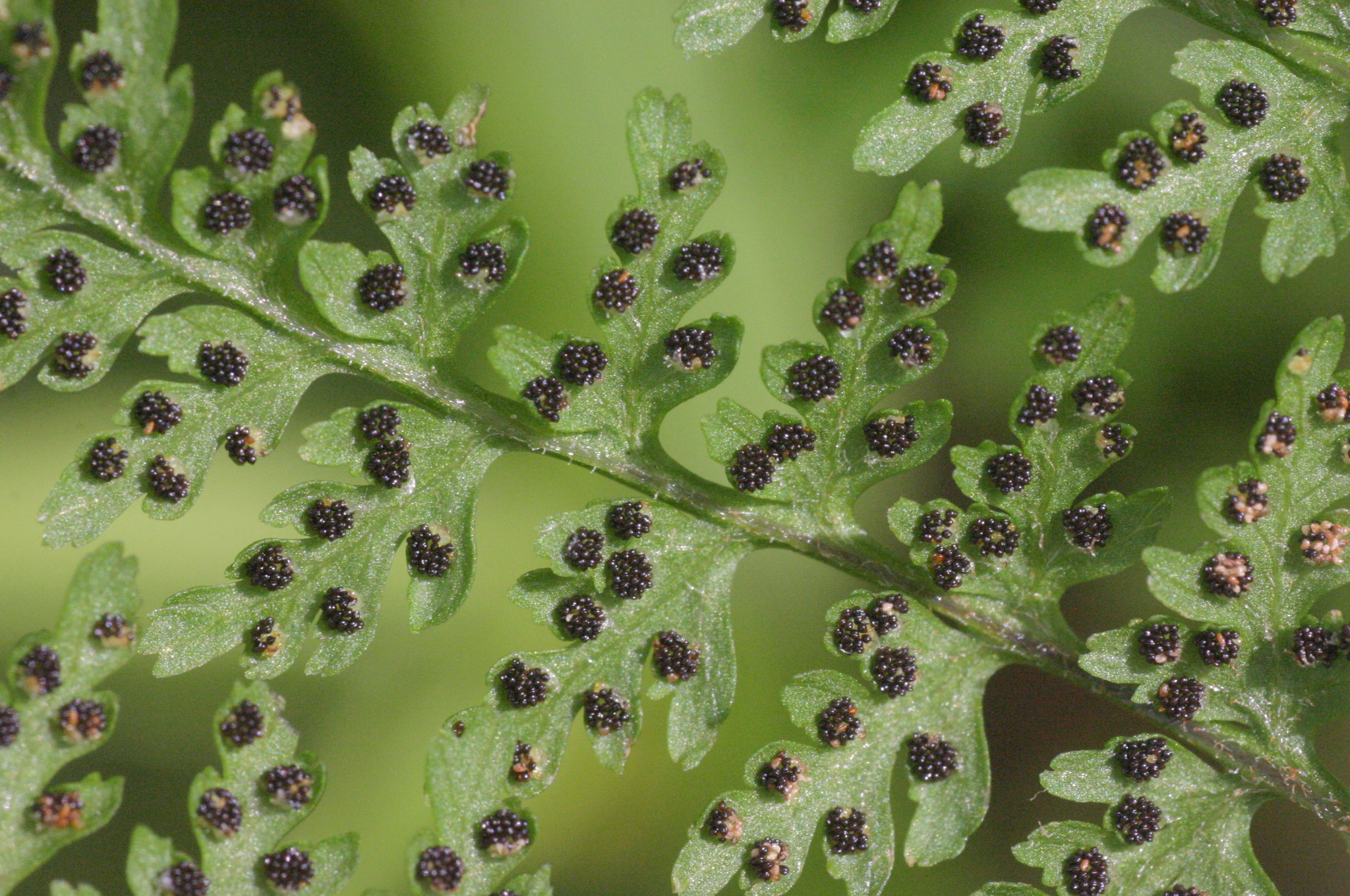
Výtrusnicové kupky puchýřníku Cystopteris montana
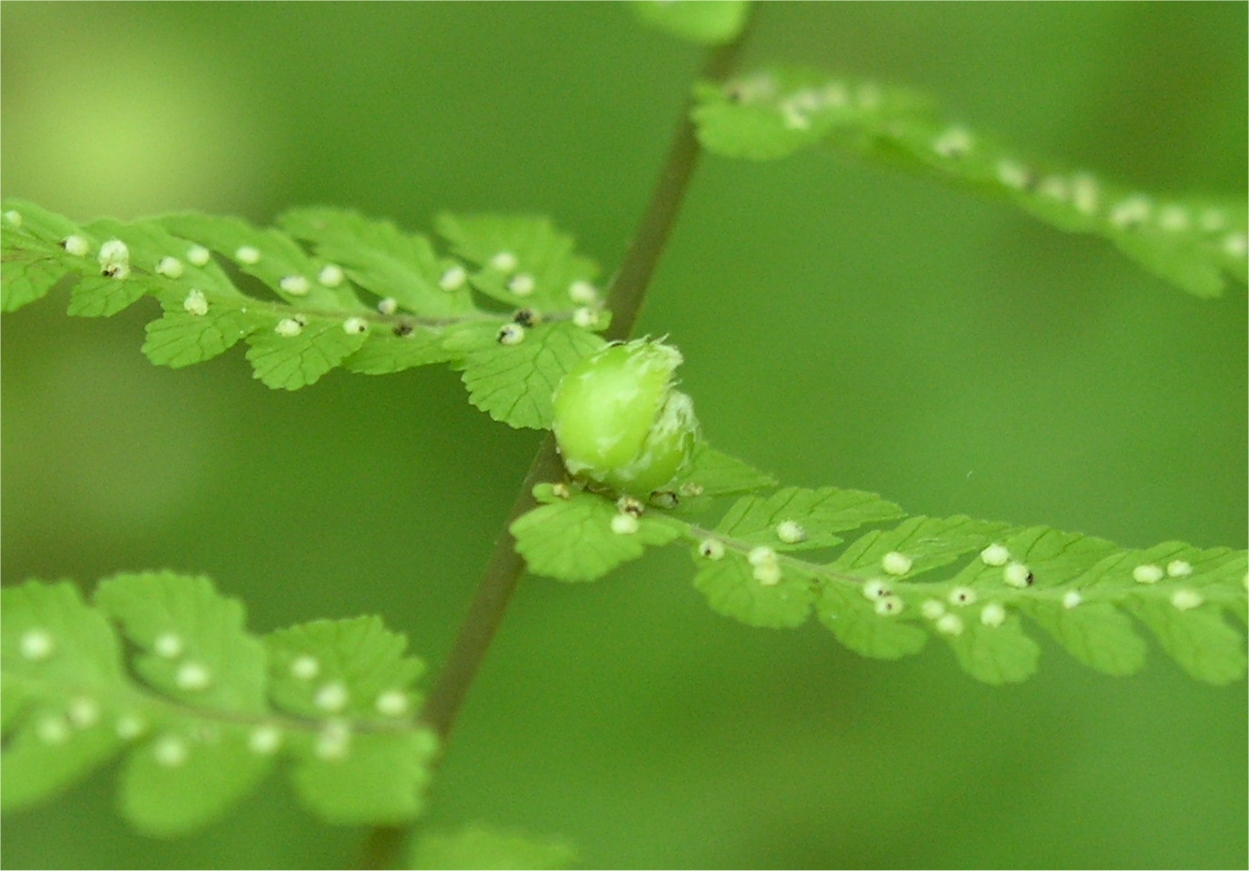
Puchýřník Cystopteris bulbifera s pacibulkou

## Rozšíření
Čeleď puchýřníkovité zahrnuje asi 30 druhů ve 4 rodech. Největší rod je puchýřník (Cystopteris), obsahující asi 20 druhů. Rod Cystoathyrium je monotypický. Puchýřníkovité jsou rozšířeny především v mírném pásu. Jediný rod s převažujícím rozšířením v tropech je Acystopteris.
V současné květeně České republiky zastupují puchýřníkovité celkem 4 druhy: bukovník kapraďovitý (Gymnocarpium dryopteris), bukovník vápencový (Gymnocarpium robertianum), puchýřník křehký (Cystopteris fragilis) a puchýřník hladký (Cystopteris dickieana). Mimo to je v Česku nezvěstný puchýřník sudetský (Cystopteris sudetica). V evropské květeně je zastoupeno několik dalších druhů puchýřníku a v severovýchodní Evropě bukovník Gymnocarpium jessoense.

## Taxonomie
Čeleď Cystopteridaceae byla publikována v roce 2001. Na základě molekulárních studií se zde sešly rody, řazené dříve do různých jiných čeledí. Rod bukovník (Gymnocarpium) byl řazen do čeledi kapraďovité (Dryopteridaceae), zbylé 3 rody do čeledi papratkovité (Athyriaceae, syn. Woodsiaceae).
Puchýřníkovité jsou jako celek dosti obtížně jednoznačně morfologicky definovatelné. Od dalších skupin leptosporangiátních kapradin se 2 cévními svazky v řapíku se odlišují zejména chybějící nebo kápovitou ostěrou, obvykle dlouze plazivým a podzemním oddenkem a žilkami končícími na okraji listů.

## Zástupci
- bukovník (Gymnocarpium)
- puchýřník (Cystopteris)

## Přehled rodů
Acystopteris, Cystoathyrium, Cystopteris (včetně Rhizomatopteris), Gymnocarpium